# Antônio Gomes da Silva Câmara
Antônio Gomes da Silva Câmara (Tauá, 4 de abril de 1928 – 24 de agosto de 2023) foi um político brasileiro.
Exerceu cinco mandatos como deputado estadual. Foi presidente do Poder Parlamentar Estadual do Ceará no biênio 1987–88; presidente da Assembleia Constituinte em 1989; vice-líder do governo em 1983 e 1984; além de líder do Movimento Democrático Brasileiro (MDB) entre 1991 até 1994.
Representando o legislativo cearense, fez parte do colégio eleitoral que escolheu o Presidente da República no dia 15 de janeiro de 1985. Ele faleceu no dia 24 de agosto de 2023.